# Список аэропортов Американского Самоа
Список аэропортов Американского Самоа , сгруппированных по типу. Содержит все гражданские и военные аэропорты штата. Некоторые частные и ныне не используемые аэропорты могут находиться в списке (например, если ФАА зафиксированы коммерческие перевозки или если аэропорт имеет код ИАТА).

## Список
Описание каждого столбца в разделе «Пояснения к таблице».
Аэропорты, чьи названия выделены жирным, обеспечивают регулярные коммерческие перевозки.
| Местонахождение    | ФАА  | ИАТА | ИКАО | Аэропорт                                 | Кат. | Пасс./год |
| ------------------ | ---- | ---- | ---- | ---------------------------------------- | ---- | --------- |
|                    |      |      |      | Важнейшие аэропорты (PR)                 |      |           |
| Паго-Паго, Тутуила | PPG  | PPG  | NSTU | Международный аэропорт Паго-Паго         | P-N  | 44 709    |
|                    |      |      |      | Аэропорты авиации общего назначения (GA) |      |           |
| Фитиута, Тау       | FAQ  | FTI  | NSFQ | Fitiuta Airport                          | GA   |           |
| Офу                | Z08  | OFU  |      | Ofu Airport                              | GA   |           |
|                    |      |      |      | Частные аэропорты (неполный список)      |      |           |
| Тау                | HI36 | TAV  |      | Tau Airport                              |      |           |

## Пояснения к таблице
- Город — город, который обслуживается аэропортом.
- Код ФАА — код аэропорта, назначенный Федеральной администрацией по авиации.
- Код ИАТА — код аэропорта ИАТА. Если код ИАТА не совпадает с кодом ФАА данного аэропорта, то он выделен жирным.
- Код ИКАО — код аэропорта ИКАО.
- Аэропорт — официальное название аэропорта.
- Кат. (категория) — одна из четырёх категорий аэропортов, определяемая ФАА на основе плана NPIAS (National Plan of Integrated Airport Systems) на 2007—2011 годы:
  - PR: (Commercial Service — Primary) — аэропорт, имеющий коммерческий пассажиропоток более 10000 человек в год. Аэропорты категории primary разделяются на четыре типа:
    - P-L: (большой хаб, англ. Large Hub) — аэропорт, обеспечивающий не менее 1 % общего пассажиропотока США
    - P-M: (средний хаб, англ. Medium Hub) — аэропорт, обеспечивающий от 0.25 % до 1 % общего пассажиропотока США.
    - P-S: (мелкий хаб, англ. Small Hub) — аэропорт, обеспечивающий от 0.05 % до 0.25 % общего пассажиропотока США.
    - P-N: (не относится к хабам, англ. Non-Hub) — аэропорт, обеспечивающий менее 0.05 % общего пассажиропотока США, но имеет пассажиропоток свыше 10 000 человек.

  - CS: (Commercial Service — Non-Primary) — аэропорт, имеющий коммерческий пассажиропоток не менее 2500 человек в год.
  - RL: (Reliever) — аэропорты авиации общего назначения, находящиеся в крупных городах. Имеют сходство с аэропортами категории GA. Помимо базирования частной авиации, аэропорты используются для того, чтобы разгрузить крупные аэропорты от небольших самолётов, осуществляющих коммерческие пассажирские перевозки.
  - GA: (General Aviation) — аэропорты авиации общего назначения. В аэропорту должны базироваться не менее 10 воздушных судов, но обслуживаться не более 2500 пассажиров в год. Это означает, что большинство воздушных судов принадлежат и используются частными лицами, и коммерческие перевозки либо отсутствуют, либо незначительны.
- Пасс./год — коммерческий пассажиропоток за 2007 календарный год (согласно отчёту ФАА).